# Baciki Średnie
Baciki Średnie – wieś w Polsce położona w województwie podlaskim, w powiecie siemiatyckim, w gminie Siemiatycze.
| SIMC    | Nazwa  | Rodzaj    |
| ------- | ------ | --------- |
| 1012399 | Dwór   | część wsi |
| 1012465 | Zagóra | część wsi |

Wierni kościoła rzymskokatolickiego należą do parafii Parafia św. Andrzeja Boboli w Siemiatyczach.

## Historia
Pierwszymi znanymi właścicielami tutejszych dóbr ziemskich była rodzina Szczytów herbu Jastrzębiec. W I połowie XVII w. zbudowano w Bacikach dwór barokowy. W 1914 r. rozbudowano dwór dobudowując nową murowaną część, natomiast stary dwór częściowo przebudowano. W 1975 roku rozebrano dwór, pozostawiając tylko nowszą część.
Według Powszechnego Spisu Ludności z 1921 roku wieś Baciki Średnie liczyła 38 domów i zamieszkiwana była przez 226 osób (111 kobiet i 115 mężczyzn). Większość mieszkańców miejscowości (139 osób) zadeklarowała wówczas wyznanie prawosławne, pozostali podali wyznanie rzymskokatolickie (87 osób). Pod względem narodowościowym większość mieszkańców stanowili Białorusini (127 osób), pozostali to Polacy (99 osób). W okresie międzywojennym miejscowość znajdowała się w powiecie bielskim.
W 1928 roku właściciel dworu Henryk Ciecierski został odznaczony Srebrnym Krzyżem Zasługi za „zasługi w pracy społecznej”.
W latach 1952–1954 miejscowość była siedzibą gminy Baciki Średnie.  W latach 1954–1971 wieś należała i była siedzibą władz gromady Baciki Średnie, po jej zniesieniu w gromadzie Siemiatycze. W latach 1975–1998 miejscowość administracyjnie należała do województwa białostockiego.

## Inne
W Bacikach Średnich znajduje się Zakład Opiekuńczo-Leczniczy dla Dzieci i Młodzieży imienia Doktor Franceski Michalskiej i filia Szkoły Podstawowej Specjalnej.

## Zabytki
- park dworski, k. XVIII,XIX/XX, nr rej.:640 z 29.03.1988
- folwark, nr rej.:828 z 20.05.1997
  - drewniana kaplica, obecnie stróżówka, pocz. XX
  - obora, k. XIX
  - garaż, pocz. XX[13].